# Boy Thomann

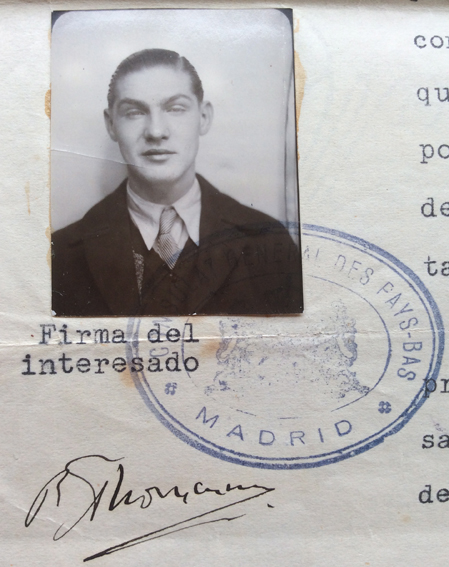
Boy Thomann in Madrid, januari 1944. Pasfoto op document gemaakt door het Nederlands Consulaat aldaar

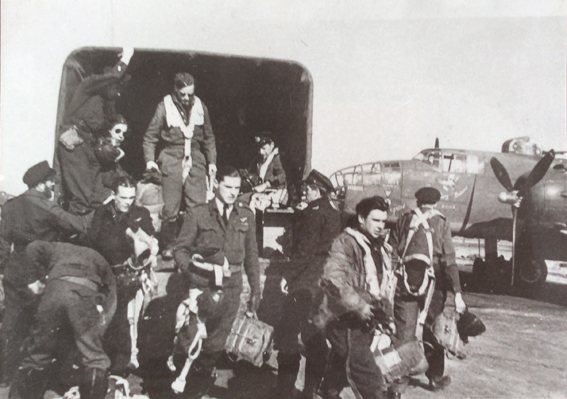
Boy Thomann (in het midden, met onbedekt hoofd) als boordschutter bij 320 Dutch Squadron RAF

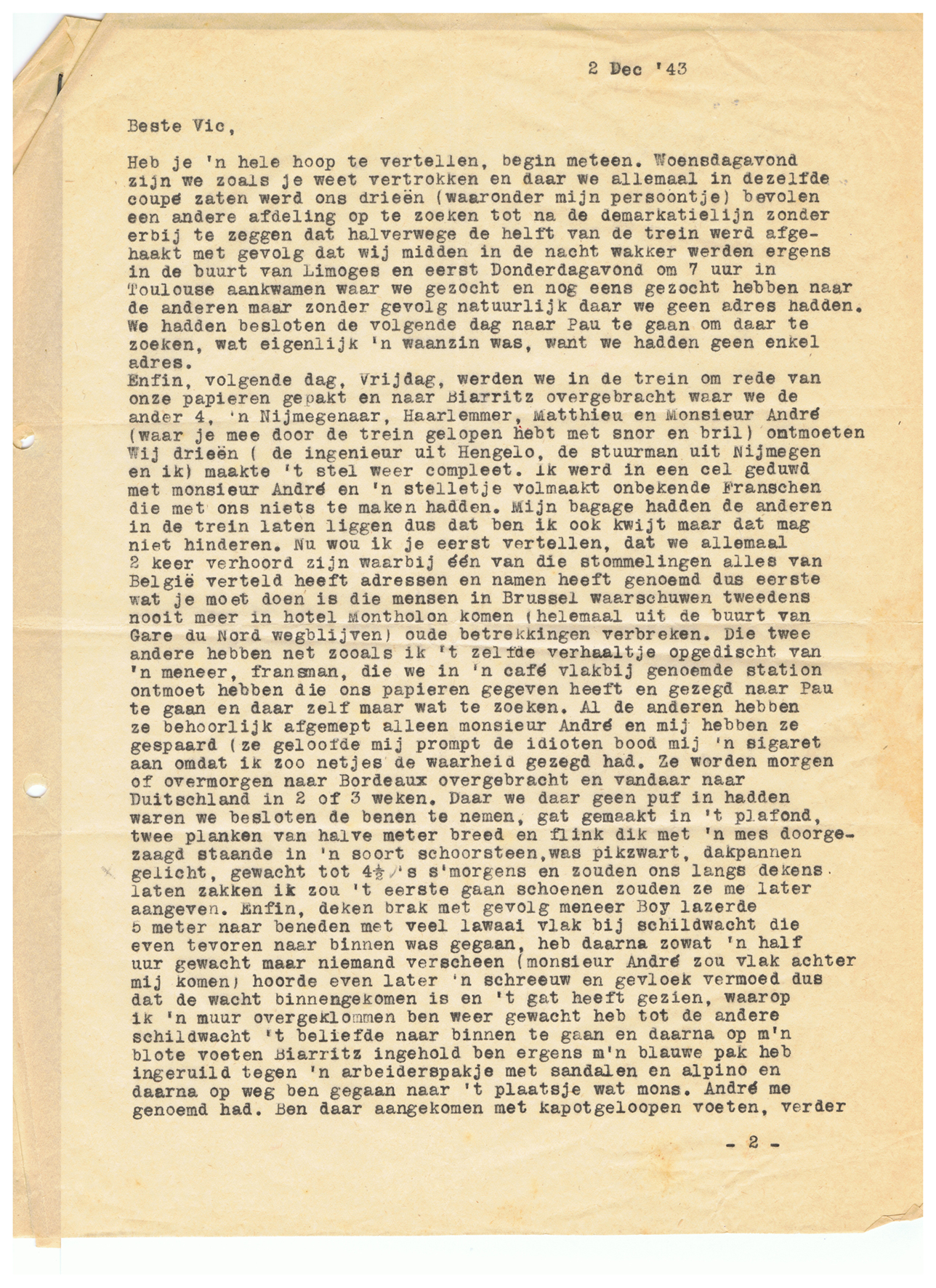
Afschrift van de brief (p.2) die Engelandvaarder Boy Thomann op 2 december 1943 aan Vic Swane schreef om hem te waarschuwen dat hij en zijn contacten niet meer veilig waren.

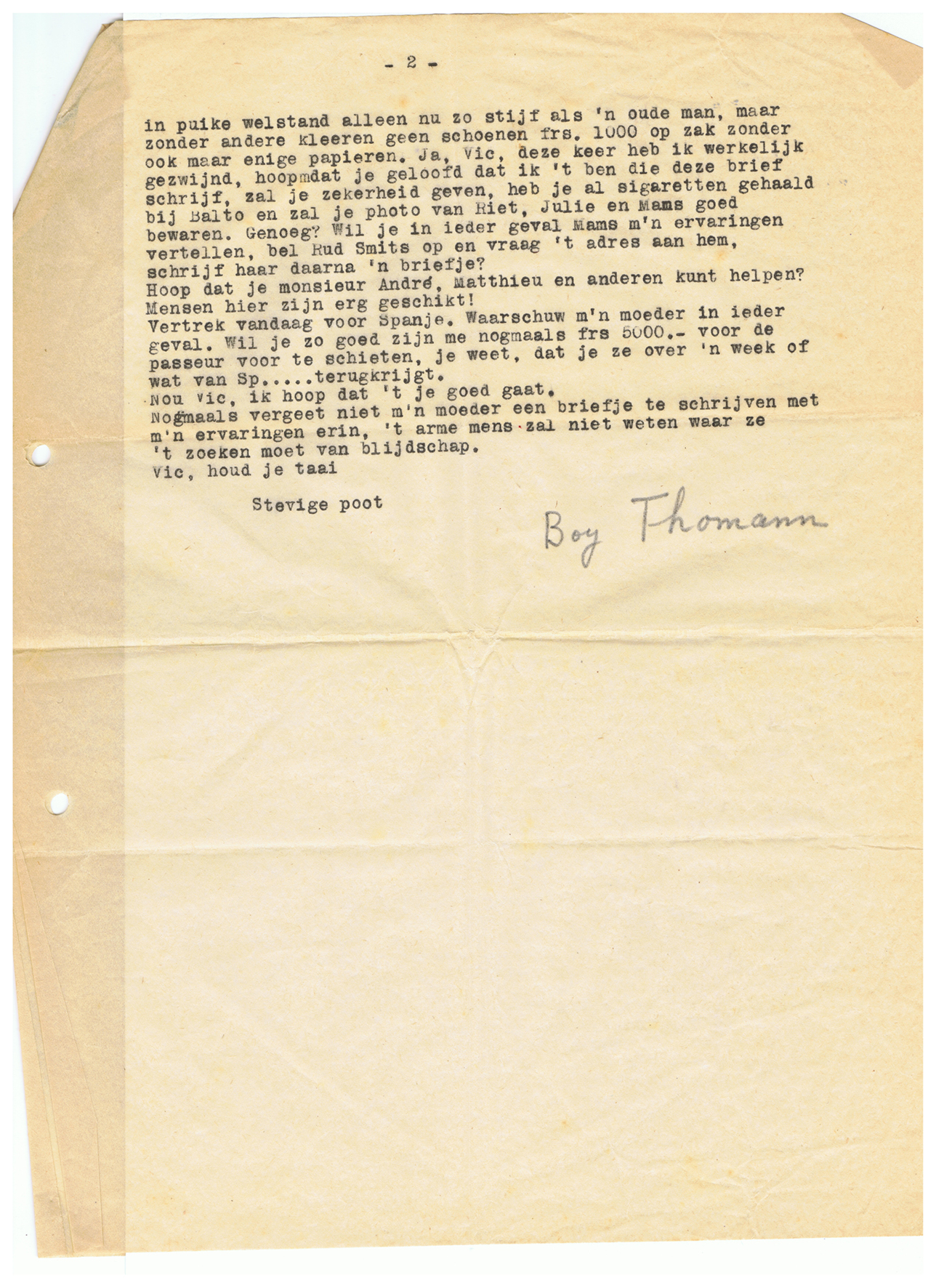
Afschrift van de brief (p.1) die Engelandvaarder Boy Thomann op 2 december 1943 aan Vic Swane schreef om hem te waarschuwen dat hij en zijn contacten niet meer veilig waren.

Arnold Eugène Marie 'Boy' Thomann (Eindhoven, 2 oktober 1924 - Leusden, 22 juni 1994)  was Engelandvaarder en werd boordschutter bij 320 Dutch Squadron RAF. Thomann deed drie pogingen om naar Engeland te gaan.

## Eerste poging
Direct na het uitbreken van de oorlog ging de 16-jarige Thomann in het verzet. Bij zijn eerste poging om via Spanje naar Engeland te gaan werd hij echter snel opgepakt. Van 11 mei t/m 17 september 1942 zat hij gevangen, eerst in Kamp Haaren, vervolgens bijna zes weken alleen in een cel in het Huis van Bewaring van 's Hertogenbosch, en daarna weer in Kamp Haaren. Dankzij haar invloedrijke connecties heeft zijn moeder hem vrij gekregen, met een doktersverklaring dat hij zogenaamd aan tuberculose leed. Hij was broodmager, met verwilderd haar en enorm lange nagels. 
Vanaf 28 januari 1943 was Thomann tewerkgesteld bij Glasfabrik Weisswasser, bij de huidige Poolse grens. Hij vroeg verlof aan in de zomer, reisde naar Nederland en keerde niet terug. In oktober 1943 vertrok hij weer naar Spanje.

## Tweede poging
Op 21 oktober 1943 kwam de net 19-jarige Thomann met zijn vriend en reisgenoot Wim Salverda aan in Miramas, waar vlak bij het vliegveld van Marseille een slaapbarak was, waarvan hij in Parijs het adres had opgekregen. Daar konden zij overnachten. De barak was eigenlijk voor arbeiders die op het vliegveld werkten. Er waren britsen met strozakken. Tijdens de oorlog werd de barak gebruikt door het Nederlandse aannemersbedrijf Wijnbergen dat voor de Duitsers werkte. De directie hielp Nederlanders die op weg naar Spanje waren.
Thomann ontdekte in de barak een zieke jongen, een Nederlander die na het drinken van water colitis had gekregen. Deze Piet Schmidt Crans lag op sterven. Thomann haalde er een Franse dokter bij, die zei dat zijn enige kans op overleven was om terug naar Nederland te gaan.
De volgende dag kwamen Thomann en Salverda terug om de zieke landgenoot op te halen. Ze hadden via de Firma Wijnbergen ziekteverlof geregeld en brachten Schmidt Crans met de trein terug, van Marseille via Parijs, Brussel en Roosendaal naar Den Haag. Ze hoefden maar op Piet te wijzen en "cholera!" te zeggen om een lege coupé te hebben. Salverda werd bij de Belgische grens opgepakt wegens gebrek aan papieren, maar ontsnapte. Thomann leverde de zieke af bij diens moeder in Den Haag. Toen Schmidt Crans hersteld was, sloot hij zich aan bij de Knokploeg in Rotterdam-Zuid.

## Derde poging
Thomann vertrok de volgende dag voor de derde keer richting Spanje. In de trein vlak bij de Pyreneeën werd zijn groep op 26 november gearresteerd en overgebracht naar een hotel in Biarritz dat dienstdeed als gevangenis. Hij werd opgesloten met de gids van de organisatie, de van oorsprong Poolse monsieur André (Joseph Bass?). Met een zakmes zaagden ze een gat in het houten plafond waardoor ze ontsnapten. Blootsvoets rende Thomann Biarritz in en slaagde erin zijn blauwe pak om te ruilen voor arbeiderskleding, sandalen en een alpinopet. Monsieur André had hem een veilig adres gegeven waar hij terechtkon. Van hieruit schreef hij op 2 december 1943 een brief aan de in Parijs verblijvende Victor 'Vic' Swane, de leider van een Nederlandse pilotenhulpgroep, om hem te waarschuwen dat een van de groep bij de ondervragingen in Biarritz was doorgeslagen en namen en adressen had prijsgegeven. "Nooit meer in Hotel Montholon komen", schreef Thomann en gaf de brief mee aan iemand van de organisatie. Begin maart 1944 werd Swane gearresteerd in Hotel Montholon, samen met de zwangere echtgenote van latere dubbelspion Christiaan Lindemans (alias King Kong) en 3 anderen. Swane overleed in oktober van dat jaar in concentratiekamp Buchenwald.
Een Baskische boer was Thomann's gids door de bergen. Hij bereikte Pamplona, maar in San Sebastian werd hij aangehouden en in de gevangenis gezet. Na contact met het Nederlandse consulaat kreeg hij toestemming om door te reizen naar Madrid. Via Portugal naar Gibraltar, waar hij een korte militaire training kreeg, en toen met een troepenschip naar Engeland, waar hij in april 1944 aankwam.

## Engeland
Thomann koos voor een korte opleiding tot airgunner bij de Marine Luchtvaartdienst. Dit was de snelste manier om nog aan de oorlog mee te kunnen doen. Hij werd ingedeeld bij de 320 Dutch Squadron RAF.

## Na de oorlog
Toen de oorlog voorbij was, behaalde Thomann alsnog zijn HBS-diploma. Daarna werkte hij 40 jaar in de tropen, waar hij zijn roepnaam in 'Boyd' veranderde ('boy' betekende daar ober of bediende). Naast Engels, Frans en Duits sprak hij ook vloeiend Bahasa Indonesia, Malay en Swahili. Na zijn pensionering woonde hij met zijn vrouw Dee Thomann-Wisse in Leusden.

## Onderscheidingen
- Kruis van Verdienste[6]
- Vliegerkruis[7]